# Devecser
Devecser è una città di 4.875 abitanti situata nella contea di Veszprém, nell'Ungheria nord-occidentale. 
L'abitato, insieme al villaggio di Kolontár è stato uno dei due centri più colpiti dall'Incidente della fabbrica di alluminio di Ajka